# Papa Giovanni IX
Giovanni IX (Tivoli, 840 circa – Roma, 26 marzo 900) è stato il 116º papa della Chiesa cattolica dall'aprile 898 alla sua morte.

## Biografia

### Origini
Monaco benedettino, Giovanni era nato a Tivoli attorno all'840, figlio di Rampoaldo, il cui nome denota una probabile origine germanica. Consacrato prete da papa Formoso, fu poi nominato cardinale diacono.

### Il pontificato

#### L'elezione contrastata
Alla morte di papa Teodoro II (fine dicembre 897/inizio gennaio 898), scoppiarono violente lotte tra la fazione formosiana (di tendenza filo-germanica) e l'antiformosiana (filo-spoletina): se questi ultimi (partigiani del defunto papa Stefano VI) insediarono Sergio, vescovo di Caere (l'odierna Cerveteri), i primi elessero Giovanni. La diatriba durò poco tempo: nell'arco di qualche giorno il partito formosiano ebbe il sopravvento, cacciò Sergio e confermò l'elezione di Giovanni, che dunque si insediò tra il dicembre dell'897 e il gennaio dell'898 o tra il gennaio e il febbraio dell'898.

#### La riabilitazione di papa Formoso
Tra i primissimi atti di Giovanni si pone un concilio convocato a Roma nella primavera dell'898 teso alla definitiva e totale riabilitazione di papa Formoso. Il "sinodo del cadavere", che lo aveva condannato post mortem, fu annullato e i relativi documenti vennero bruciati; i prelati costretti a partecipare a quell'episodio (i vescovi di Albano, Porto, Velletri, Gallese, Orto e Tuscania) furono "perdonati" in quanto si riconobbe che la parte che essi avevano avuto nel processo era stata obbligata a seguito di minacce; i promotori della politica dissacratoria di Stefano VI nei confronti di Formoso con la celebrazione di quell'evento (Sergio vescovo di Caere, i preti Benedetto e Marino e altri prelati) furono scomunicati. Si confermò il giudizio del predecessore Teodoro, che aveva riconosciuto la validità delle ordinazioni e di tutti gli atti emessi da Formoso e, come osserva il Gregorovius, «lo si legge con meraviglia, si ritenne necessario vietare che per l'avvenire si istruissero processi contro i morti».

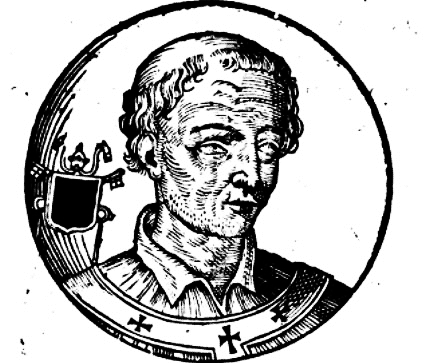
Giovanni IX, disegno tratto da Bartolomeo Sacchi detto il Platina, Vite De' Pontefici, a cura di Onofrio Panvinio, per i tipografi Turrini, e Brigonci, Venezia 1663

#### Relazioni con l'imperatore del Sacro Romano Impero
Conferma del titolo imperiale a Lamberto
Tra le misure assunte da Giovanni nel concilio di Roma spicca, per le notevoli implicazioni politiche, l'annullamento dell'unzione di Arnolfo di Carinzia come imperatore da parte di papa Formoso (896) e la conferma del titolo imperiale a Lamberto di Spoleto (892), in precedenza annullato in favore del principe tedesco, con la motivazione che l'unzione di Arnolfo era stata «astutamente carpita» a Formoso. In realtà le cose erano andate in maniera decisamente opposta, ma la situazione politica dell'epoca imponeva una mossa diplomatica in tal senso. Se è pur vero, infatti, che Giovanni era stato eletto al Soglio pontificio dalla fazione formosiana e filo-germanica, egli dovette constatare che Arnolfo, malato e politicamente debole, non era in grado né di garantire una forte difesa della Sede apostolica né rappresentava una minaccia per Roma qualora gli fosse stata negata la legittimità del suo diritto imperiale; più opportuno sarebbe risultato un riavvicinamento alla casata spoletina che, d'altra parte, dominava incontrastata l'Italia.
Pertanto, seguendo questa linea di pragmatismo politico, papa Giovanni e Lamberto si incontrarono, nel luglio dell'898, a Ravenna, ove il papa tenne un concilio cui parteciparono 74 vescovi dell'Italia settentrionale. Al concilio il pontefice sancì che la consacrazione dei papi dovesse svolgersi solo alla presenza dei legati imperiali, ribadendo la Constitutio romana dell'824 voluta da Ludovico il Pio in cui si riconosceva la sovranità del papa sullo Stato della Chiesa, e confermò il canone, spesso disatteso, secondo il quale nessun vescovo potesse essere trasferito in un'altra sede: l'esempio di Formoso doveva essere un ammonimento per sventare tentativi simili in futuro. In cambio del riconoscimento imperiale, Lamberto promise la restituzione dei beni e dei territori che aveva sottratto illegalmente al Patrimonium Sancti Petri.
La morte di Lamberto di Spoleto
Pochi mesi dopo (ottobre 898) il giovane Lamberto cadde vittima di un fatale incidente avvenuto durante una battuta di caccia nei pressi di Marincus (Marengo). L'improvvisa morte dell'imperatore compromise le speranze che l'alleanza con il pontefice sembrava promettere. Immediatamente Berengario, duca del Friuli e sconfitto antagonista di Lamberto, si precipitò alla volta di Pavia, dove si fece rieleggere Re d'Italia dalla dieta dei feudatari, mentre Arnolfo era impegnato con le prime invasioni ungariche. Nell'899 toccò all'Italia subire la prima scorreria degli Ungari che attraversarono le Alpi seminando distruzione nella pianura padana. In agosto Berengario mosse l'esercito contro di loro, ma venne sconfitto sul Brenta e fu costretto a pagare un forte riscatto che, insieme al pesante rovescio militare subito, lo squalificò agli occhi dei suoi feudatari e dei suoi avversari politici, perché dimostrò la sua incapacità nel difendere la penisola dagli attacchi esterni. Poco più di un anno dopo, nel novembre 899, moriva anche Arnolfo, ma Berengario non riuscì ad approfittarne, anche perché si stava facendo avanti un pretendente alla corona imperiale che, oltre alla diretta discendenza carolingia, poteva vantare un grosso seguito: Ludovico, re di Provenza. Tutti gli sforzi di papa Giovanni sembravano essere divenuti inutili: al vertice della politica italiana ed europea non c'era più né un rappresentante della casata spoletina, né di quella germanica.

### Morte
Giovanni non fece in tempo a valutare l'entità dei cambiamenti che si stavano verificando; morì infatti tra il gennaio e il maggio del 900, proprio mentre l'Italia stava sprofondando nel baratro dell'anarchia politica. Fu sepolto in un elegante sarcofago marmoreo nei pressi della Porta Santa nel quadriportico della Basilica Vaticana.